# Minori Naitō
Minori Naitō (内藤 実穂, Naitō Minori), née le 26 avril 1994 à Osaka, est une joueuse de softball internationale japonaise évoluant au poste de joueuse de champ intérieur pour le club du Bic Camera Takasaki Bee Queen.
Lors du retour du softball au programme des Jeux olympiques d'été, organisés à Tokyo en 2021, elle décroche la médaille d'or avec l'équipe du pays hôte.

## Palmarès
- Jeux olympiques
  -  Médaille d'or aux Jeux olympiques d'été de 2020 à Tokyo
- Championnat du monde
  -  Médaille d'argent au Championnat du monde de 2018 à Chiba
- Jeux mondiaux
  -  Médaille d'argent aux Jeux mondiaux de 2022 à Birmingham
- Championnat d'Asie
  -  Médaille d'or au Championnat d'Asie de 2019 à Jakarta
- Jeux asiatiques
  -  Médaille d'or aux Jeux asiatiques de 2018 à Jakarta